# Gunn-diode
 For alternative betydninger, se TED.
En Gunn-diode – også kendt som en transferred electron device (TED) er en form for diode anvendt i højfrekvens elektronik. Gunn-dioden er sådan set en usædvanlig diode, da den kun består af N-doteret halvledermateriale, hvor de fleste andre dioder består af både P og N-doterede områder. I Gunn-dioden er der tre områder: to af dem er kraftigt N-doteret på hver terminal, med et tyndt lag af let doteret materiale imellem.
Når en spænding påtrykkes over Gunn-dioden, vil den elektriske gradient være størst over det tynde mellemområdelag, grundet at ledningsevnen her er ringest. Ved højere feltstyrker over det tynde mellemområdelag, vil dets modstand ændres, først falde – og med højere spændinger stige, hvilket vil hindre ledning og strømmen vil falde. Dette betyder at en Gunn-diode har et strøminterval med negativ differentiel modstand.
Den negative differentielle modstand kombineret med mellemlagets timing egenskaber, tillader konstruktion af en radiofrekvens kiposcillator bare ved at sende en tilpas middelstrøm gennem dioden. Gunn-dioder kan anvendes til oscillatorer ved 10 GHz og højere (THz) frekvenser, hvor en resonator typisk anvendes til at styre oscillationsfrekvensen. Denne resonator kan f.eks. være en bølgeleder, hulrumsresonator eller et YIG-filter. Afstemning gøres mekanisk ved at justere resonatorparametre eller i tilfældet med et YIG-filter ved at ændre magnetfeltets styrke.
Galliumarsenid baserede Gunn-dioder laves til frekvenser op til 200 GHz, galliumnitrid baserede enheder kan anvendes op til 3 terahertz.

Gunn-dioden er baseret på Gunn-effekten, og begge er opkaldt efter fysikeren John Battiscombe Gunn, der ved IBM i 1962 opdagede effekten fordi han nægtede at acceptere de inkonsistente eksperimentelle resultater i galliumarsenid som "støj" – og fandt "støj"-årsagen.  Alan Chynoweth fra Bell Telephone Laboratories, viste juni 1965 at kun en transferred-electron-mekanisme kunne forklare de eksperimentelle resultater.